# Anapleus compactus
Anapleus compactus är en skalbaggsart som beskrevs av Thomas Casey 1893. Anapleus compactus ingår i släktet Anapleus och familjen stumpbaggar. Inga underarter finns listade i Catalogue of Life.